# Azcapotzalco (altépetl)

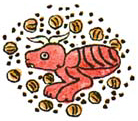
Representación Mexica de Azcapotzalco

Azcapotzalco fue un altépetl (ciudad-estado), capital de los tepanecas en la cuenca de México, localizada en la orilla oeste del lago de Texcoco. Llegó a ser el altépetl más poderoso del Altiplano Central de México en el Posclásico tardío, hasta que fue sometido por la Triple Alianza en 1430..

## Etimología
El nombre Azcapotzalco (náhuatl proviene de azcatl, potzoa/potzalli, co, 'hormiga, montículo', que significa 'En los montes de hormigas'). Sus habitantes eran llamados azcapotzalca.

## Historia
Según el escritor del siglo XVII Domingo Francisco Chimalpahin Quauhtlehuanitzin, Azcapotzalco fue fundada por los chichimecas en el año 995 d. C. El tepanecateuctli (gobernante) más famoso de Azcapotzalco fue Tezozómoc. Según Fernando de Alva Ixtlilxóchitl los tepanecas era un grupo chichimeca y se asientan en el año 1012 en la región poniente del lago de Texcoco. Su linaje inicia cuando su caudillo Acolhua (es variante de Acolnahuacatl) se casó con Cuetlaxochitzin hija de Xólotl, otro caudillo chichimeca.
Chimalpain coloca su asentamiento antes, en el año 995 (Chimalpahin (1997): vol. 2, p. 65). De hecho las investigaciones arqueológicas han revelado que Azcapotzalco estaba habitado desde el periodo clásico —alrededor del año 600— emparentados con teotihuacanos en cultura y lengua, pues es sabido que aún hablaban una lengua otomí en el siglo XIV a pesar de que el náhuatl era lingua franca desde 1272. Continuando con datos proporcionados por Chimalpain, menciona que los tepanecas entran a una Triple Alianza desde 1047 (esta alianza es distinta de aquella, muy posterior,  en la que participan los mexicas).
Los documentos indican que su último linaje inicia con Matlacohuatl quien gobierna de 1152 a 1222, su mujer fue Cuitlachtepetl. El segundo tlatoani fue Chiconquiauhtzin, que gobierna de 1222 a 1248, se casó con la princesa Xicomoyahual, hija del señor de Xaltocan llamado Ohpantzin (en las fuentes escrito Upatzin y Opantecutli).
Azcapotzalco fue fundada durante el siglo XIII en el oeste de lago de Texcoco. Entró en competencia territorial con el pueblo Culhuacán, al sureste del lago. Azcapotzalco logró mantener una hegemonía dominante incluso sobre los mexicas, que llegaron en 1299, estableciéndose sobre el cerro de Chapultepec y que fueron sometidos. 
Permite el establecimiento de los mexitin en Chapoltepec en 1281-1286 para que expulsasen a los matlatzincas-texcaltepecas (Texcaltepec; antiguo nombre del pueblo de Malinalco), de igual manera se mantiene al margen cuando la coalición de cuatro naciones arrasan a los mexitin de Chapoltepec y la sierra de Santa Catarina en 1299, reduciéndolos al yugo de Colhuacan. En 1318 por primera vez atacan a los mexicas, con la consecuencia de un aumento en el tributo y mayor participación en las campañas militares. Otorga a su hijo Epcohuatzin Teuhtlehuac para que sea el primer tlatoani de Tlatelolco en 1337.
Alrededor de 1315, tepanecas, toltecas y chichimecas lograron expulsar definitivamente a los mexicas de Chapultepec. Cópil fue capturado y asesinado por los aztecas. Su corazón fue arrancado y arrojado al río. De acuerdo con la leyenda, Huitzilopochtli tuvo que matar a su sobrino, Cópil y lanzar su corazón en el lago. Pero, puesto que Cópil era su pariente, Huitzilopochtli decidió honrarlo e hizo que un cactus creciera sobre el corazón de Cópil lo que se convirtió en un lugar sagrado.
Los mexicas intentaron aliarse con los colhuas para enfrentar a los tepanecas: se les permitió asentarse en Tizapán, cerca de pueblo Culhuacán. En 1323, los aztecas sacrificaron a una princesa colhua enfrente de su padre. Los colhua habían sido expulsados de Tizapán e inmediatamente declararon la guerra.
Los tenochcas pidieron protección inmediata a Azcapotzalco, a partir de esto estuvieron sujetos a las decisiones militares, económicas y estratégicas de los tepanecas.
Entre 1371 y 1426, Azcapotzalco alcanzó su mayor esplendor bajo el gobierno de Tezozómoc, para el momento de su muerte en 1426
A la muerte de Acolnahuacatl su hijo Tezozómoc con apenas 23 años de edad, toma su lugar; este tal vez sea la figura más importante y crucial del periodo posclásico. Sus decisiones políticas tanto destruirán pueblos como favorecerán el surgimiento de otros, si los mexica-tenochcas alcanzan la supremacía en el siglo XV fue consecuencia del gobierno de Tezozómoc.
Su hijo Cuacuapitzahuac gobernó la ciudad mexica de Tlatelolco hasta 1407. Tezozómoc forzó a los mexicas a luchar a su lado y conquistó la ciudad enemiga de Culhuacán en 1385. Entre 1414 y 1418 obtuvo el dominio del Valle, gracias a la contribución decisiva de las fuerzas sometidas a su imperio. Azcapotzalco se convirtió en un centro político y económico de enorme alcance.

## Caída del poder tepaneca
En 1426, cuando Tezozómoc murió, su hijo Maxtla, que no supo mantener las alianzas, perdió el apoyo decisivo de los mexicas debido al asesinato de su rey, Chimalpopoca. Azcapotzalco fue atacado y destruido por la Triple Alianza Tenochtitlan-Texcoco-Tlacopan en 1428. El poder hegemónico pasó a Tenochtitlan y, en consecuencia, a los mexicas.